# Fort Cigogne

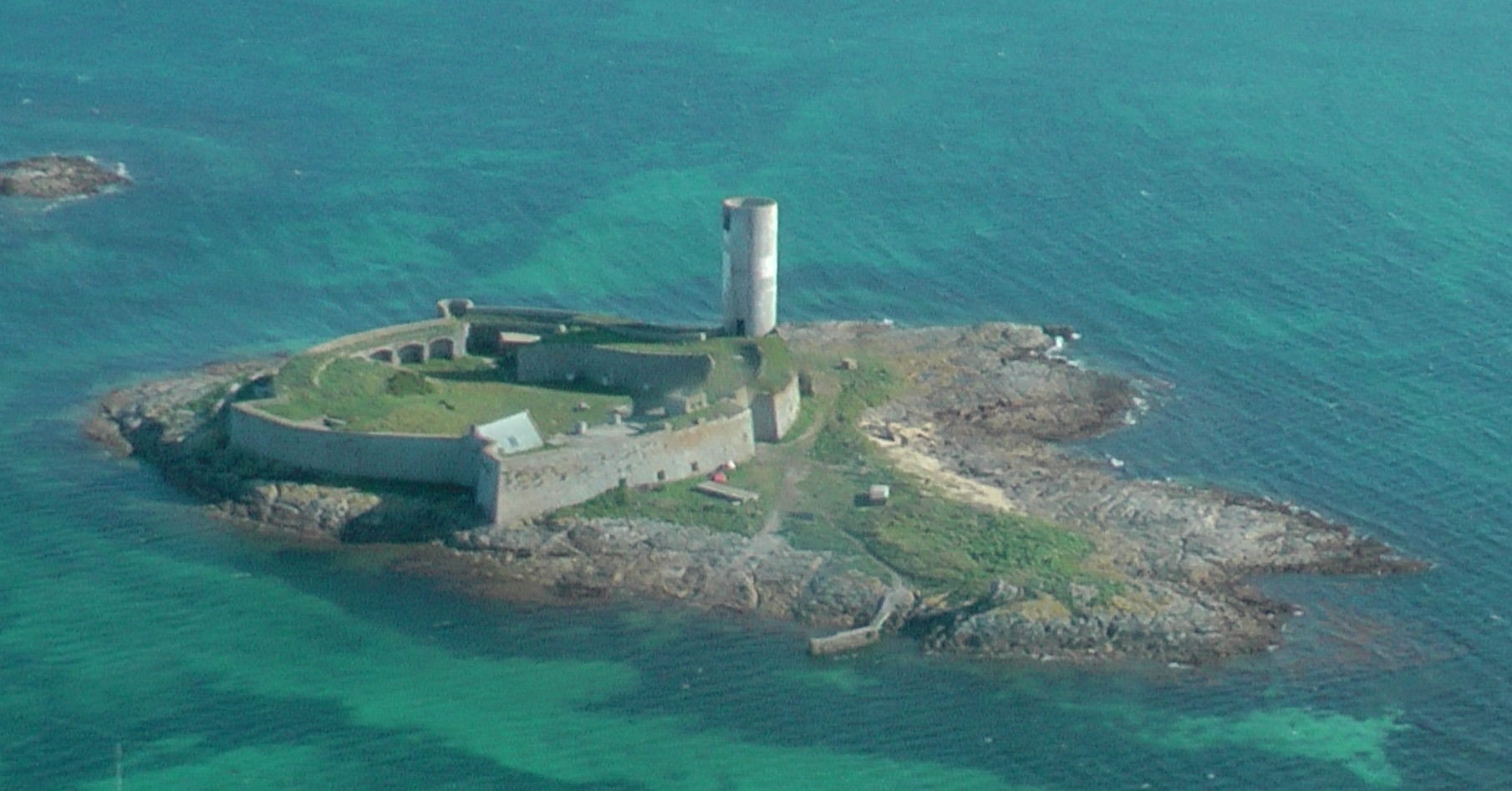
Fort Cigogne

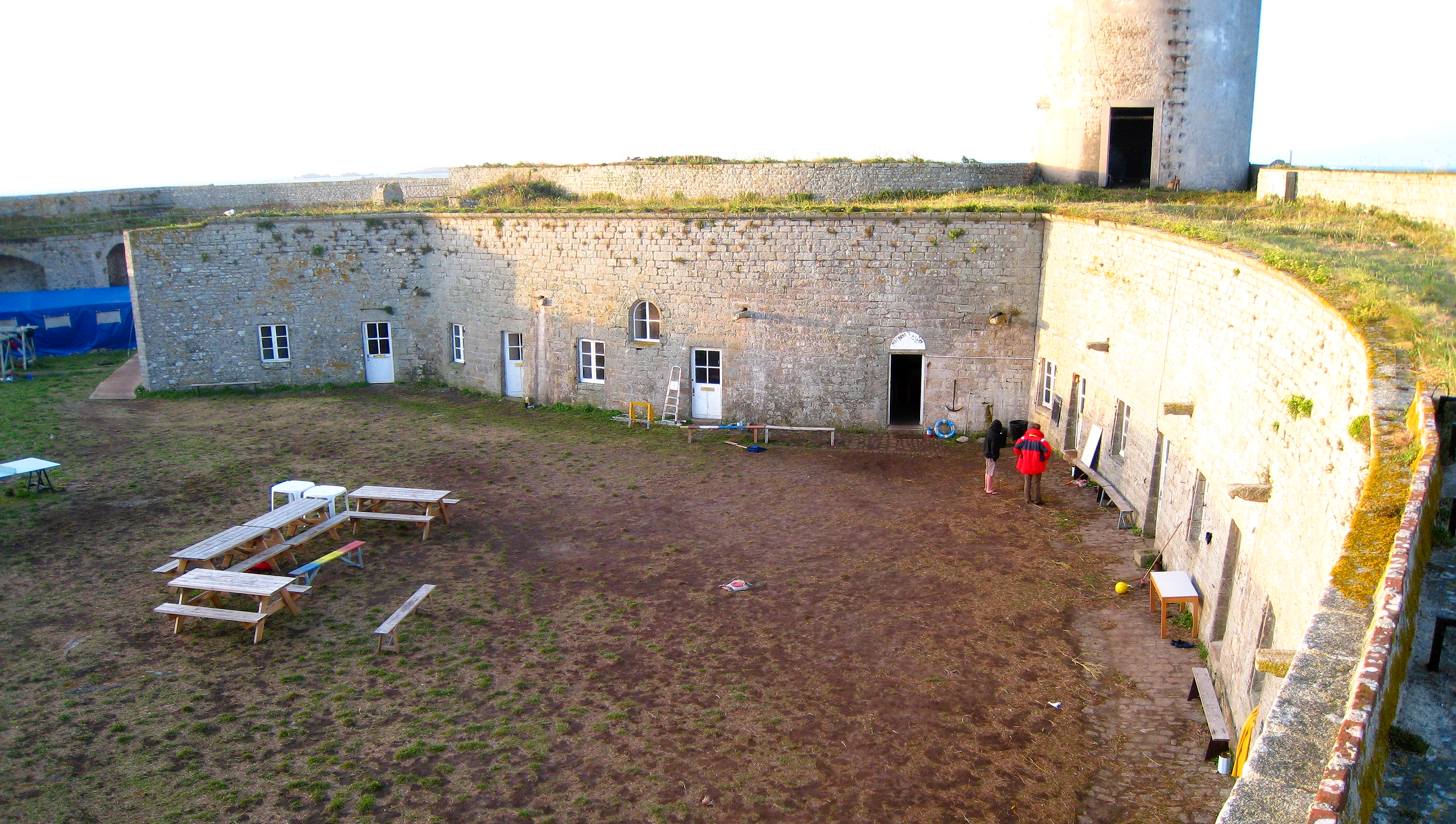
Innenhof mit dem Frontwall (rechts)

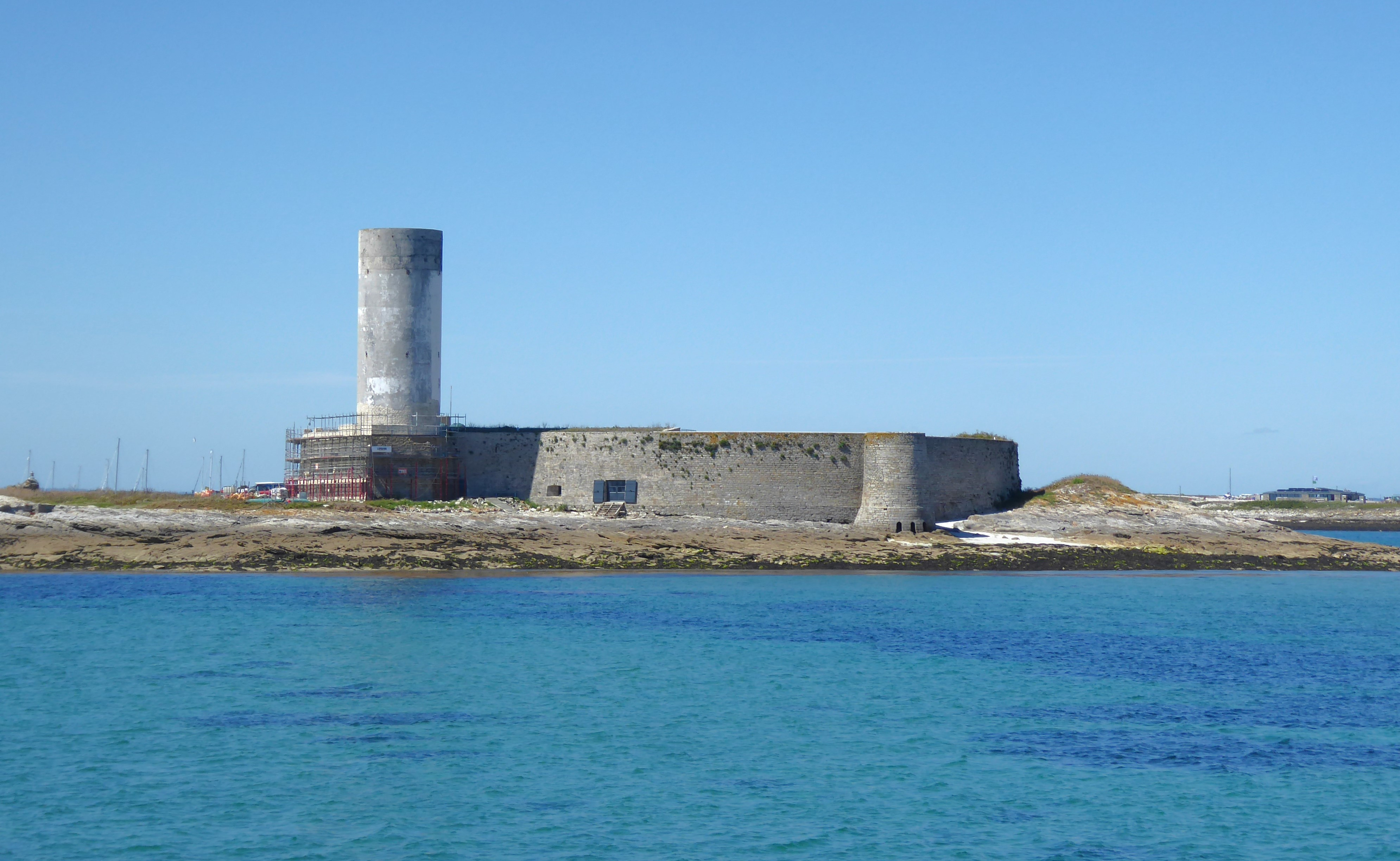
Ansicht von Osten

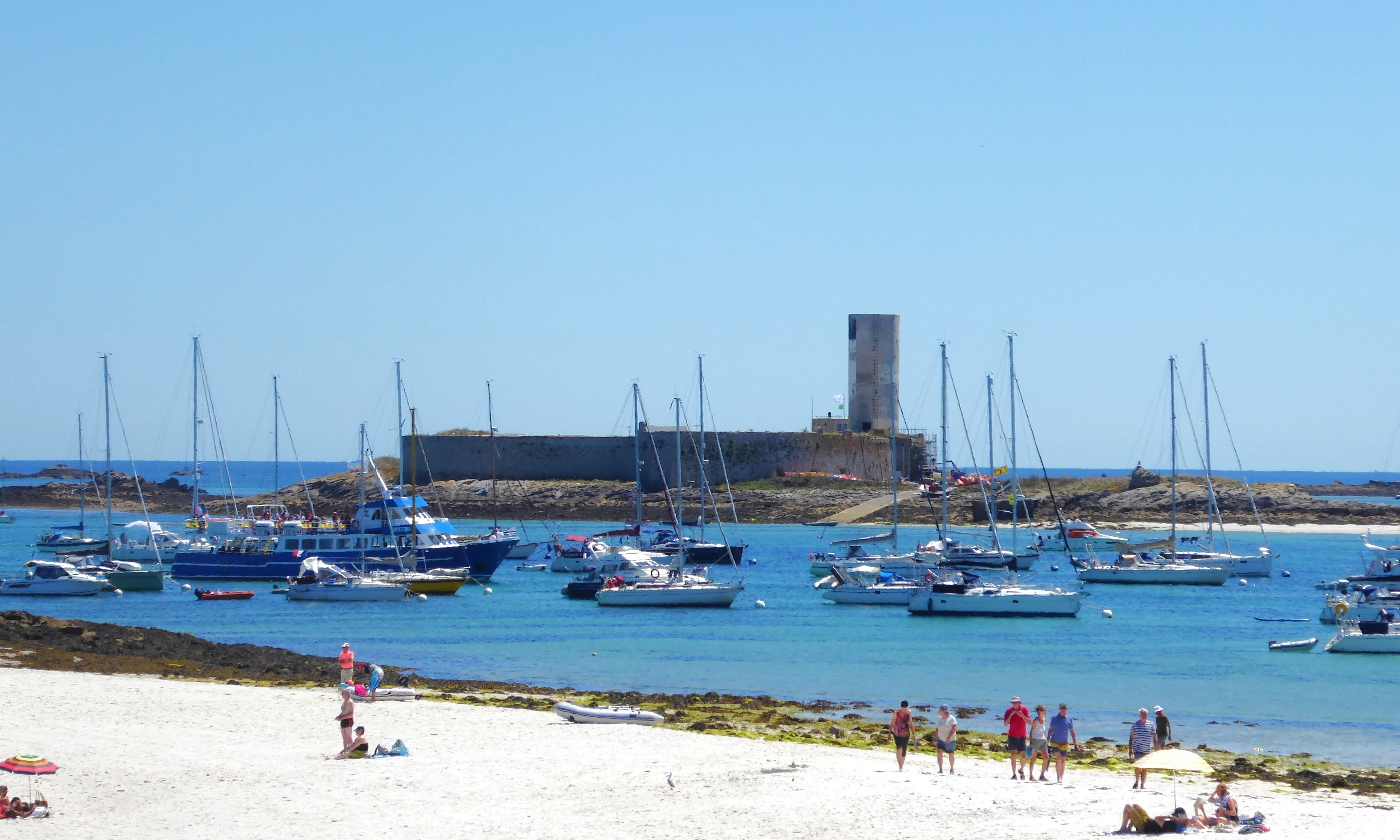
Ansicht von Saint-Nicolas aus

Das Fort Cigogne ist eine Befestigungsanlage auf der île Cigogne im Département Finistère in Frankreich. Es liegt auf dem Gebiet der Gemeinde Fouesnant.

## Geschichte
Der Militärkommandant in der Bretagne, Pierre de Montesquiou d’Artagnan, hatte bereits 1717 die Errichtung einer Befestigung angeregt, hauptsächlich um eine Besetzung der Glénan-Inseln durch englische und holländische Freibeuter zu verhindern. Ein erster Plan wurde nicht verwirklicht, die Fertigstellung konnte erst 1755 erfolgen.
Generell wird auch die Errichtung des Fort de Penthièvre und des Fort Bloqué dieser Phase zugeschrieben.
Es handelt sich um ein autarkes Fort mit einer Zisterne und einer Bäckerei, ebenfalls waren Kerker vorhanden. Die Kampfanlagen bestanden aus sieben Meter hohen, granitverkleideten Wällen, in die teilweise Geschützkasematten und Unterkunftskasematten integriert waren. Als Artilleriebewaffnung werden zwei Batterien angegeben.
Am Ende des 19. Jahrhunderts beherbergte das Fort die Wetterstation des biologischen Laboratoriums der Marine nationale in Concarneau.
Im Jahre 1899 wurde die militärische Nutzung aufgegeben.
1911 wurde auf der Südwestecke des Walls ein 20 Meter hoher Turm errichtet, der als Navigationspunkt für die Schifffahrt diente.
Im Zweiten Weltkrieg wurde im Fort von der deutschen Wehrmacht eine kleine Besatzung stationiert.
Heute befindet sich hier ein Stützpunkt der Segelschule Les Glénans.
Das Fort ist Staatseigentum und wurde am 17. Juli 2009 in die Liste der Historischen Monumente aufgenommen. Der bauliche Zustand wird als zufriedenstellend bezeichnet.